# 121-й меридіан східної довготи
121-й меридіан східної довготи — лінія довготи, що лежить на 121 градус східніше Гринвіцького меридіана. Вона проходить від Північного полюса через Північний Льодовитий океан, Азію, Індійський океан, Австралазію, Південний океан та Антарктиду до Південного полюса.
121-й меридіан східної довготи формує велике коло разом із 59-тим меридіаном західної довготи.

## Список географічних об'єктів, що перетинає 121° сх. д.
Починаючи на Північному полюсі та рухаючись до Південного полюса, 121-й меридіан східної довготи проходить через:
| Координати                                                   | Країна, територія або море | Примітки                                                                                       |
| ------------------------------------------------------------ | -------------------------- | ---------------------------------------------------------------------------------------------- |
| 90°0′ пн. ш. 121°0′ сх. д. / 90.000° пн. ш. 121.000° сх. д.  | Північний Льодовитий океан |                                                                                                |
| 78°15′ пн. ш. 121°0′ сх. д. / 78.250° пн. ш. 121.000° сх. д. | Море Лаптєвих              |                                                                                                |
| 72°56′ пн. ш. 121°0′ сх. д. / 72.933° пн. ш. 121.000° сх. д. | Росія                      |                                                                                                |
| 53°17′ пн. ш. 121°0′ сх. д. / 53.283° пн. ш. 121.000° сх. д. | КНР                        | Внутрішня Монголія Ляонін                                                                      |
| 40°50′ пн. ш. 121°0′ сх. д. / 40.833° пн. ш. 121.000° сх. д. | Жовте море                 | Ляодунська затока Проходить західніше Ляодунського півострова, Ляонін, КНР Бохайська затока    |
| 37°44′ пн. ш. 121°0′ сх. д. / 37.733° пн. ш. 121.000° сх. д. | КНР                        | Проходить через Шаньдунський півострів                                                         |
| 36°36′ пн. ш. 121°0′ сх. д. / 36.600° пн. ш. 121.000° сх. д. | Жовте море                 |                                                                                                |
| 33°17′ пн. ш. 121°0′ сх. д. / 33.283° пн. ш. 121.000° сх. д. | Східнокитайське море       |                                                                                                |
| 32°32′ пн. ш. 121°0′ сх. д. / 32.533° пн. ш. 121.000° сх. д. | КНР                        | Цзянсу Шанхай Чжецзян                                                                          |
| 30°34′ пн. ш. 121°0′ сх. д. / 30.567° пн. ш. 121.000° сх. д. | Східнокитайське море       | Затока Ханчжоу[en]                                                                             |
| 32°32′ пн. ш. 121°0′ сх. д. / 32.533° пн. ш. 121.000° сх. д. | КНР                        | Чжецзян                                                                                        |
| 28°7′ пн. ш. 121°0′ сх. д. / 28.117° пн. ш. 121.000° сх. д.  | Східнокитайське море       |                                                                                                |
| 25°20′ пн. ш. 121°0′ сх. д. / 25.333° пн. ш. 121.000° сх. д. | Тайванська протока         |                                                                                                |
| 24°57′ пн. ш. 121°0′ сх. д. / 24.950° пн. ш. 121.000° сх. д. | Республіка Китай           | Проходить через острів Тайвань                                                                 |
| 22°35′ пн. ш. 121°0′ сх. д. / 22.583° пн. ш. 121.000° сх. д. | Філіппінське море          |                                                                                                |
| 21°48′ пн. ш. 121°0′ сх. д. / 21.800° пн. ш. 121.000° сх. д. | Південнокитайське море     |                                                                                                |
| 18°36′ пн. ш. 121°0′ сх. д. / 18.600° пн. ш. 121.000° сх. д. | Філіппіни                  | Проходить через Манілу на острові Лусон                                                        |
| 13°47′ пн. ш. 121°0′ сх. д. / 13.783° пн. ш. 121.000° сх. д. | Протока Ісла-Верде[en]     |                                                                                                |
| 13°27′ пн. ш. 121°0′ сх. д. / 13.450° пн. ш. 121.000° сх. д. | Філіппіни                  | Проходить через острів Міндоро                                                                 |
| 12°25′ пн. ш. 121°0′ сх. д. / 12.417° пн. ш. 121.000° сх. д. | Море Сулу                  | Проходить через острови Куйо[en], Філіппіни Проходить західніше островів Кагаян[de], Філіппіни |
| 6°11′ пн. ш. 121°0′ сх. д. / 6.183° пн. ш. 121.000° сх. д.   | Філіппіни                  | Проходить через острів Холо та сусідні острівці                                                |
| 5°40′ пн. ш. 121°0′ сх. д. / 5.667° пн. ш. 121.000° сх. д.   | Море Сулавесі              |                                                                                                |
| 1°21′ пн. ш. 121°0′ сх. д. / 1.350° пн. ш. 121.000° сх. д.   | Індонезія                  | Проходить через півострів Мінагаса на острові Сулавесі                                         |
| 0°26′ пн. ш. 121°0′ сх. д. / 0.433° пн. ш. 121.000° сх. д.   | Затока Томіні              |                                                                                                |
| 1°25′ пд. ш. 121°0′ сх. д. / 1.417° пд. ш. 121.000° сх. д.   | Індонезія                  | Проходить через острів Сулавесі                                                                |
| 2°41′ пд. ш. 121°0′ сх. д. / 2.683° пд. ш. 121.000° сх. д.   | Затока Боні                |                                                                                                |
| 3°15′ пд. ш. 121°0′ сх. д. / 3.250° пд. ш. 121.000° сх. д.   | Індонезія                  | Проходить через острів Сулавесі                                                                |
| 3°39′ пд. ш. 121°0′ сх. д. / 3.650° пд. ш. 121.000° сх. д.   | Затока Боні                |                                                                                                |
| 5°25′ пд. ш. 121°0′ сх. д. / 5.417° пд. ш. 121.000° сх. д.   | Море Банда                 |                                                                                                |
| 7°17′ пд. ш. 121°0′ сх. д. / 7.283° пд. ш. 121.000° сх. д.   | Індонезія                  | Проходить через острови Селаяр[en]                                                             |
| 7°20′ пд. ш. 121°0′ сх. д. / 7.333° пд. ш. 121.000° сх. д.   | Флореське море             |                                                                                                |
| 8°23′ пд. ш. 121°0′ сх. д. / 8.383° пд. ш. 121.000° сх. д.   | Індонезія                  | Проходить через острів Флорес                                                                  |
| 8°58′ пд. ш. 121°0′ сх. д. / 8.967° пд. ш. 121.000° сх. д.   | Море Саву                  |                                                                                                |
| 10°39′ пд. ш. 121°0′ сх. д. / 10.650° пд. ш. 121.000° сх. д. | Індійський океан           |                                                                                                |
| 19°36′ пд. ш. 121°0′ сх. д. / 19.600° пд. ш. 121.000° сх. д. | Австралія                  | Західна Австралія                                                                              |
| 33°52′ пд. ш. 121°0′ сх. д. / 33.867° пд. ш. 121.000° сх. д. | Індійський океан           | Австралія визнає цю акваторію частиною Південного океану[1][2]                                 |
| 60°0′ пд. ш. 121°0′ сх. д. / 60.000° пд. ш. 121.000° сх. д.  | Південний океан            |                                                                                                |
| 66°48′ пд. ш. 121°0′ сх. д. / 66.800° пд. ш. 121.000° сх. д. | Антарктида                 | Проходить через Австралійську антарктичну територію (претендує Австралія)                      |